# Al-Bajad (Syria)
Al-Bajad (arab. البياض) – wieś w Syrii, w muhafazie Hama. W 2004 roku liczyła 471 mieszkańców.